# Girls' Generation Japan 3rd Tour 2014
GIRLS’ GENERATION ~LOVE&PEACE~ Japan 3rd Tour là chuyến lưu diễn vòng quanh Nhật Bản thứ ba của Girls' Generation để quảng bá cho album tiếng Nhật thứ ba của họ, Love & Peace. Trong suốt 3 tháng diễn ra chuyến lưu diễn, đã có khoảng 200.000 khán giả đến xem Girls' Generation biểu diễn.

## Lịch sử
Tour diễn này đã được công bố vào ngày 29 tháng 11 năm 2013 rằng Girls' Generation sẽ tham gia vào tour diễn trên toàn Nhật Bản thứ ba bắt đầu từ 26 tháng 4 năm 2014, với tổng số đêm diễn là 12 đêm để quảng bá cho album tiếng Nhật thứ ba của họ, Love & Peace. Trong cùng một ngày đó, họ thông báo rằng chương trình Love & Peace "free live" sẽ diễn ra vào ngày 14 tháng 12 tại sân vận động Yokohama, với vé được phân phối thông qua xổ số dành cho những người mua album.
Vào ngày 6 tháng 2 năm 2014, Universal Music Japan thông báo rằng sẽ có thêm 5 đêm diễn (1 tại Kobe, 1 tại Osaka và 3 tại Tokyo) nữa được bổ sung vào chuyến lưu diễn, nâng tổng số buổi diễn lên 17 buổi.
Xuyên suốt 3 chuyến lưu diễn vòng quanh Nhật Bản từ năm 2011 của Girls' Generation, đã có tổng cộng khoảng 550,000 khán giả đến xem, lập nên một kỉ lục mới giữa các nhóm nhạc nữ Hàn Quốc. Trong 3 đêm diễn cuối cùng được diễn ra tại Tokyo vào ngày 11, 12 và 13 tháng 7, nhóm đã trình diễn trước những fan hâm mộ các ca khúc nổi tiếng của mình như "Gee", "I Got a Boy", "Mr.Mr." cũng như các bài hát "Motorcycle" và "Gossip Girls" nằm trong album tiếng Nhật thứ 3, Love & Peace. Nhóm cũng tiết lộ ca khúc ballad mới mang tên "Indestructible" từ album tuyển tập The Best sẽ được phát hành tại Nhật Bản vào ngày 23 tháng 7 năm 2014.

## Danh sách bài hát
Danh sách chính thức

Act 1
1. "Motorcycle"
2. "Gossip Girls"
3. "Galaxy Supernova"
4. "Flower Power"
5. "You-aholic" (Acoustic)
6. "Karma Butterfly"
7. "The Great Escape"

Act 2
1. "Lips"
2. "My Oh My"
3. "Do the Catwalk"

Act 3
1. "Lingua Franca"
2. "Europa"
3. "Girls & Peace"

Act 4
1. "Time Machine"
2. "Not Alone"
3. "All My Love Is For You" (Acoustic)

Act 5
1. "Genie" (Japanese Version)
2. "Paparazzi"
3. "Mr.Mr." (Japanese Version)

Act 6
1. "Beep Beep"
2. "Flyers"
3. "Gee" (Japanese Version)
4. "Love & Girls"
5. "Everyday Love"

Encore
1. "Mr. Taxi"
2. "I Got a Boy"
3. "Blue Jeans"
4. "Stay Girls"

Douple Encore
1. "Indestructible"1
2. "Love & Girls"2

1 "Indestructible" chỉ được biểu diễn tại 3 buổi diễn cuối tại Tokyo.

2 "Love & Girls" được trình diễn lại một lần nữa vào đêm diễn cuối cùng.

Danh sách đặc biệt

Act 1
1. "Motorcycle"
2. "Gossip Girls"
3. "You-aholic"
4. "Karma Butterfly"
5. "The Great Escape"

Act 2
1. "Time Machine"
2. "Not Alone"

Act 3
1. "Genie" (Japanese Version)
2. "Paparazzi"
3. "Hoot"

Act 4
1. "Flyers"
2. "Gee" (Japanese Version)
3. "Kissing You"
4. "Into The New World"
5. "Everyday Love"

Encore
1. "Mr. Taxi"
2. "I Got a Boy"
3. "Stay Girls"

## Lịch diễn
| Ngày                | Thành phố | Quốc gia | Sân vận động                 |
| ------------------- | --------- | -------- | ---------------------------- |
| 26 tháng 4 năm 2014 | Fukuoka   | Nhật Bản | Marine Messe Fukuoka         |
| 27 tháng 4 năm 2014 | Fukuoka   | Nhật Bản | Marine Messe Fukuoka         |
| 6 tháng 5 năm 2014  | Hiroshima | Nhật Bản | Hiroshima Green Arena        |
| 7 tháng 5 năm 2014  | Hiroshima | Nhật Bản | Hiroshima Green Arena        |
| 23 tháng 5 năm 2014 | Kobe      | Nhật Bản | Kobe World Kinen Hall        |
| 24 tháng 5 năm 2014 | Kobe      | Nhật Bản | Kobe World Kinen Hall        |
| 25 tháng 5 năm 2014 | Kobe      | Nhật Bản | Kobe World Kinen Hall        |
| 5 tháng 6 năm 2014  | Nagoya    | Nhật Bản | Nippon Gaishi Hall           |
| 6 tháng 6 năm 2014  | Nagoya    | Nhật Bản | Nippon Gaishi Hall           |
| 19 tháng 6 năm 2014 | Osaka     | Nhật Bản | Hội trường Osaka-jō          |
| 20 tháng 6 năm 2014 | Osaka     | Nhật Bản | Hội trường Osaka-jō          |
| 21 tháng 6 năm 2014 | Osaka     | Nhật Bản | Hội trường Osaka-jō          |
| 28 tháng 6 năm 2014 | Saitama   | Nhật Bản | Saitama Super Arena          |
| 29 tháng 6 năm 2014 | Saitama   | Nhật Bản | Saitama Super Arena          |
| 11 tháng 7 năm 2014 | Tokyo     | Nhật Bản | Sân vận động Quốc gia Yoyogi |
| 12 tháng 7 năm 2014 | Tokyo     | Nhật Bản | Sân vận động Quốc gia Yoyogi |
| 13 tháng 7 năm 2014 | Tokyo     | Nhật Bản | Sân vận động Quốc gia Yoyogi |

## Phương tiện truyền thông đại chúng
TV
| Ngày phát sóng      | Nơi phát sóng     | Kênh  | Chương trình                            |
| ------------------- | ----------------- | ----- | --------------------------------------- |
| 27 tháng 6 năm 2014 | Saitama, Nhật Bản | WOWOW | Girls' Generation Japan Tour in Saitama |